# Maria Irene Paleòloga
Irene Paleòloga (Irina; Ειρήνη Παλαιολογίνα) (1327 - posteriorment a 1356) va ser una princesa romana d'Orient i emperadriu consort del Segon Imperi Búlgar. També és coneguda com a Maria Paleòloga (Μαρία Παλαιολογίνα), ja que es va canviar el nom després del seu casament.
Els seus pares eren Andrònic III Paleòleg i Joana de Savoia, i els seus germans Joan V Paleòleg i Miquel Paleòleg.
Es va casar amb el tsar Miquel IV Assèn de Bulgària el 1336. El 1355, el seu marit caigué en combat contra els otomans prop de Sofia. Irene decidí fer-se monja al monestir ortodox de Mesèmbria (actual Nessèbar). Morí cap al 1399 i fou enterrada a la mateixa ciutat.